# Isaac Pante
Isaac Pante, né le 13 août 1981 à Monthey en Valais, est un écrivain vaudois d'adoption. Il est maître d'enseignement et de recherche en culture et édition numérique à la Faculté des lettres de l'université de Lausanne.

## Biographie
Né à Monthey, Isaac Pante est un Valaisan d'origine italienne et bretonne, habitant en terre vaudoise. Il a étudié la philosophie (Prix de Faculté en 2006), la linguistique et l'informatique à l'Université de Lausanne. Il est poussé vers l'écriture après sa première expérience vécue dans le cadre de l'armée qu'il subit comme une souffrance et dont il rend compte dans Passé par les armes, publié par les éditions Pillet en 2005. Encouragé par l'accueil fait à ce premier livre, il participe au concours lancé par l'hebdomadaire Femina sur le thème de la "Femme et le Temps" et dont il remporte le premier prix avec une nouvelle intitulée Madame Moriand. Il s'intéresse aux limites des genres et publie en 2012 son premier polar Je connais tes œuvres aux éditions G d'Encre. Tout ce qui remue et qui vit, publié au format numérique, prolonge cette exploration en croisant littérature fantastique et récit érotique. En 2019, il est lauréat du Prix FEMS de littérature.

## Sources
- L'écrivain lausannois Isaac Pante récompensé
- « Isaac Pante », sur la base de données des personnalités vaudoises sur la plateforme « Patrinum » de la Bibliothèque cantonale et universitaire de Lausanne.
- 24 Heures, 2005/04/14, p. 28 avec photographie
- 24 Heures - éd. Chablais, 2007/01/11, p. 24 avec photographie
- Isaac Pante » Portrait
- Isaac Pante sur viceversalitterature.ch
- http://www.unil.ch/webdav/site/unicom/shared/pdfs/Pante.pdf
- RÉGION :: VALAIS :: Isaac Pante: «Bizutage national, l'École de recrues brime les jeunes!»